# 杉原高嶺
杉原 高嶺（すぎはら たかね、1941年4月10日 - ）は、日本の法学者。専門は、国際法・海洋法・国際司法制度など。学位は、法学博士（東北大学、1976年）（学位論文「国際司法裁判所の研究」）。京都大学名誉教授、北海道大学名誉教授。静岡県出身。兄は憲法学者で一橋大学・駿河台大学名誉教授の杉原泰雄。

## 略歴
- 1960年 - 静岡県立韮山高等学校卒業[1]
- 1964年 - 学習院大学政経学部卒業
- 1966年 - 東北大学大学院法学研究科博士課程中退
- 1967年 - 東北大学法学部助手
- 1971年 - 北海道大学法学部助教授
- 1975年 - 北海道大学法学部教授
- 1976年 - マギル大学客員教授（1977年まで）
- 1993年 - 京都大学大学院法学研究科教授（公法専攻　国際法講座）
- 1997年 - 北海道大学名誉教授
- 1998年 - 日本学士院賞受賞[2]
- 2005年 - 京都大学定年退職、京都大学名誉教授、近畿大学大学院法務研究科教授
- 2012年 - 近畿大学定年退職
- 2014年 - 瑞宝中綬章受章[3]

## その他の役職
- 1999年 - みなみまぐろ国際仲裁裁判事件日本政府顧問（2000年まで）
- この他、国際法学会理事・世界法学会理事も務める。

## 著書

### 単著
- 『国際裁判の研究』（有斐閣、1985年）
- 『海洋法と通航権』（日本海洋協会、1991年）
- 『国際司法裁判制度』（有斐閣、1996年）
- 『国際法学講義』（有斐閣、2008年／第2版, 2013年）
- 『基本国際法』（有斐閣、2011年／第2版, 2014年／第3版, 2018年）

### 共著
- （水上千之・臼杵知史・高田映・加藤信行・吉井淳）『現代国際法講義』（有斐閣、1992年／第2版, 1995年／第3版, 2003年／第4版, 2007年／第5版,2012年）

### 編著
- 『紛争解決の国際法――小田滋先生古稀祝賀』（三省堂、1997年）
- 『コンサイス条約集』（三省堂、2009年）

### 共編著
- （山本草二）『海洋法の歴史と展望――小田滋先生還暦記念』（有斐閣、1986年）
- （栗林忠男）『現代海洋法の潮流（1）海洋法の歴史的展開』（有信堂高文社、2004年）
- （広部和也）『解説条約集』（三省堂、2005年-2009年）
- （栗林忠男）『現代海洋法の潮流（2）海洋法の主要事例とその影響』（有信堂高文社、2007年）
- （栗林忠男）『現代海洋法の潮流（3）日本における海洋法の主要課題』（有信堂高文社、2010年）
- （酒井啓亘）『国際法基本判例50』（三省堂、2010年／第2版,2014年）
- なお、水上千之らとの共著作の『現代国際法講義』は大学の教科書としても資格試験・公務員試験などの基本書としても多く用いられる体系書の一つである。

## 恩師
- 小田滋

## 門下生
- 臼杵知史 -北海道大学教授、明治学院大学教授、 同志社大学法科大学院教授。
- 吉井淳 - 明治学院大学教授　正確には、小田滋の下、大学院へ進学し山本草二の指導を受ける。
- 加藤信行 - 北海学園大学教授
- 高田映 - 東海大学教授　正確には、山本草二の門下生。
- 酒井啓亘 - 京都大学教授